# Монопод

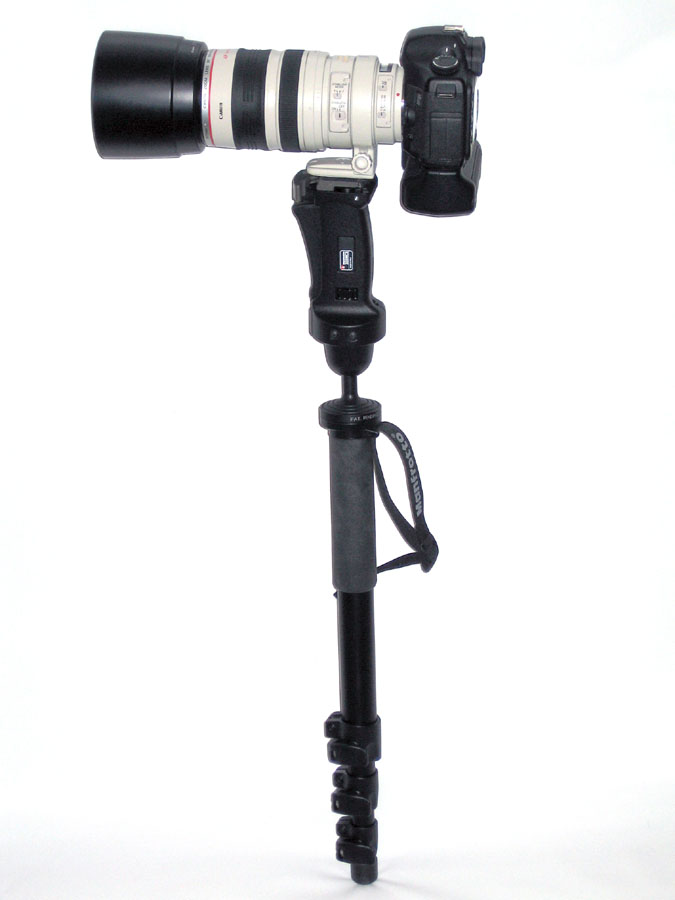
Монопод

Монопо́д (грец. μονος — «один» i лат. pes — «нога») — один з різновидів штатива.
Основна відмінність від класичної схеми штатива-триноги полягає в тому, що у монопода є тільки одна опора. Монопод не позбавляє фотоапарат від «шевеленки» цілком, проте дозволяє поставити витримку на один-два щаблі більшу, ніж при зйомці з рук. Головна перевага монопода — мобільність; фотограф зі штативом фактично прив'язаний до однієї точки (згортання-установка штатива займає час), у той час як з моноподів він може рухатися, шукаючи відповідних ракурсів.
Фотограф, що правильно користується моноподом, розставивши ноги, нахиляється всім тілом і впирається в нахилений до нього монопод так, що утворюється подоба триногого штатива.
Монопод дозволяє зменшити навантаження на руки, оскільки фотографу під час зйомки вже не доводиться тримати камеру і об'єктив (маса яких часто сягає кількох кілограмів). Іноді монопод використовують для зйомки зверху, піднімаючи його і фотокамеру над головою. У цьому випадку для спуску доводиться користуватися спусковим тросом або іншим видом дистанційного спуску.